# Edinburgh Wolves
L'Edinburgh Wolves è un club britannico di football americano fondato nel 2002 a Edimburgo, in Scozia.

## Dettaglio stagioni

### Tornei nazionali

#### Campionato

##### BAFA NL Premiership/BAFA NL
| Stagione | regular season | regular season | regular season | regular season | regular season | regular season | playoff | playoff | playoff | playoff | playoff | playoff                      | playoff    |
|          | Vin            | Par            | Per            | Tot            | PF             | PS             | Vin     | Per     | Tot     | PF      | PS      | risultato                    | avversaria |
| -------- | -------------- | -------------- | -------------- | -------------- | -------------- | -------------- | ------- | ------- | ------- | ------- | ------- | ---------------------------- | ---------- |
| 2017     | 4              | 1              | 5              | 10             | 255            | 230            | -       | -       | -       | -       | -       | -                            | -          |
| 2018     | 4              | 0              | 6              | 10             | 241            | 318            | -       | -       | -       | -       | -       | -                            | -          |
| 2019     | 2              | 0              | 8              | 10             | 114            | 248            | -       | -       | -       | -       | -       | -                            | -          |
| 2021     | 5              | 0              | 1              | 6              | 190            | 38             | -       | -       | -       | -       | -       | Primo posto girone Caledonia | -          |
| 2022     | 6              | 0              | 4              | 10             | 271            | 210            | -       | -       | -       | -       | -       | -                            | -          |
| Totale   | 21             | 1              | 24             | 46             | 1071           | 1044           | -       | -       | -       | -       | -       |                              |            |

Fonti: Enciclopedia del Football - A cura di Massimo Mezzetti

##### Sapphire Series Division One
| Stagione | regular season | regular season | regular season | regular season | regular season | regular season | playoff | playoff | playoff | playoff | playoff | playoff                    | playoff                 |
|          | Vin            | Par            | Per            | Tot            | PF             | PS             | Vin     | Per     | Tot     | PF      | PS      | risultato                  | avversaria              |
| -------- | -------------- | -------------- | -------------- | -------------- | -------------- | -------------- | ------- | ------- | ------- | ------- | ------- | -------------------------- | ----------------------- |
| 2017     | 1              | 1              | 4              | 6              | 69             | 156            | 1       | 0       | 1       | 20      | 14      | Semifinale di consolazione | Derby Braves            |
| 2018     | 2              | 0              | 4              | 6              | 74             | 201            | 1       | 1       | 2       | 33      | 51      | Settimo posto              | East Kilbride Pirates   |
| 2018-19  | 7              | 0              | 1              | 8              | 306            | 102            | 0       | 2       | 2       | 8       | 84      | Quarto posto               | Leeds Carnegie Chargers |
| Totale   | 10             | 1              | 9              | 20             | 449            | 459            | 2       | 3       | 5       | 61      | 149     |                            |                         |

Fonti: Enciclopedia del Football - A cura di Massimo Mezzetti

##### BAFA NL National/BAFA NL Division One
| Stagione | regular season | regular season | regular season | regular season | regular season | regular season | playoff | playoff | playoff | playoff | playoff | playoff                    | playoff               |
|          | Vin            | Par            | Per            | Tot            | PF             | PS             | Vin     | Per     | Tot     | PF      | PS      | risultato                  | avversaria            |
| -------- | -------------- | -------------- | -------------- | -------------- | -------------- | -------------- | ------- | ------- | ------- | ------- | ------- | -------------------------- | --------------------- |
| 2014     | 8              | 0              | 2              | 10             | 397            | 115            | 2       | 1       | 3       | 60      | 61      | Britbowl                   | Merseyside Nighthawks |
| 2015     | 9              | 0              | 1              | 10             | 398            | 89             | 1       | 1       | 2       | 55      | 27      | Finale Northern Conference | Merseyside Nighthawks |
| 2016     | 10             | 0              | 0              | 10             | 319            | 54             | 2       | 1       | 3       | 70      | 27      | Britbowl                   | Bury Saints           |
| Totale   | 27             | 0              | 3              | 30             | 1114           | 258            | 5       | 3       | 8       | 185     | 115     |                            |                       |

Fonti: Enciclopedia del Football - A cura di Massimo Mezzetti

##### NWFL Division One
| Stagione | regular season | regular season | regular season | regular season | regular season | regular season | playoff | playoff | playoff | playoff | playoff | playoff     | playoff             |
|          | Vin            | Par            | Per            | Tot            | PF             | PS             | Vin     | Per     | Tot     | PF      | PS      | risultato   | avversaria          |
| -------- | -------------- | -------------- | -------------- | -------------- | -------------- | -------------- | ------- | ------- | ------- | ------- | ------- | ----------- | ------------------- |
| 2022     | 8              | 0              | 0              | 8              | 124            | 37             | 2       | 0       | 2       | 52      | 33      | Campionesse | Peterborough Royals |
| Totale   | 8              | 0              | 0              | 8              | 124            | 37             | 2       | 0       | 2       | 52      | 33      |             |                     |

Fonti: Enciclopedia del Football - A cura di Massimo Mezzetti

### Riepilogo fasi finali disputate
| Anno              | Luogo            | Evento                       | Fase del torneo            | Incontro                                 | Risultato |
| 14 settembre 2014 |                  | BAFA NL National             | Britbowl                   | Merseyside Nighthawks - Edinburgh Wolves | 41 - 34   |
| 13 settembre 2015 |                  | BAFA NL Division One         | Finale Northern Conference | Merseyside Nighthawks - Edinburgh Wolves | 27 - 13   |
| 28 agosto 2016    |                  | BAFA NL Division One         | Britbowl                   | Edinburgh Wolves - Bury Saints           | 13 - 21   |
| 8 aprile 2017     | Leeds            | Sapphire Series Division One | Semifinale di consolazione | Edinburgh Wolves - Derby Braves          | 20 - 14   |
| 17 marzo 2018     | Manchester       | Sapphire Series Division One | Finale 7º - 8º posto       | Edinburgh Wolves - East Kilbride Pirates | 27 - 8    |
| 2 marzo 2019      | Keele            | Sapphire Series Division One | Semifinale                 | Birmingham Lions - Edinburgh Wolves      | 40 - 2    |
| 10 settembre 2022 | Upton-by-Chester | NWFL Division One            | BritBowl                   | Edinburgh Wolves - Peterborough Royals   | 27 - 21   |

## Palmarès
- 1 Campionato femminile di secondo livello (2022)